# Astro (gruppo musicale cileno)
Gli Astro sono un gruppo musicale indie cileno formatosi a Santiago del Cile nel 2008.

## Carriera
Nel 2009, la band ha pubblicato il suo primo EP intitolato Le Disc de Astrou. L'anno successivo la band si è esibita al festival musicale messicano Vive Latino.
Nel 2011 pubblicano il lor primo primo in studio intitolato Astro. Nonostante fosse interamente in spagnolo, l'album ha ricevuto l'attenzione della critica musicale americana.
Nel 2013 si sono esibiti al Lollapalooza di Chicago, al Primavera Sound di Barcellona e al Mysteryland di Amsterdam.
Il singolo Panda pubblicato lo stesso anno è stata inserita nella colonna sonora del videogioco FIFA 13.
Nel maggio 2016, Andrés Nusser frontman della band ha annunciato dopo il loro tour in Messico, che avrebbe lasciato la band e che sarebbero entrati in un periodo di pausa a tempo indeterminato.

## Formazione
- Andrés Nusser - voce, chitarra, tastiere
- Octavio Caviares - batteria, percussioni
- Nicolás Arancibia (Lego Moustache) - basso, tastiere, percussioni
- Daniel Varas (Zeta Moustache) - tastiere, percussioni

## Discografia parziale

### Album in studio
- 2011 - Astro
- 2015 - Chicos de la luz

### EP
- 2009 - Le disc de Astrou

### Singoli
- 2013 - Panda